# Inverloch
Inverloch is een plaats in de Australische deelstaat Victoria en telt 4140 inwoners (2006).